# کوتروو
کوتروو (به اسپانیایی: Cutervo) یک منطقهٔ مسکونی در پرو است که در استان کوتروو واقع شده‌است.